# Río Beluso
El río Beluso, también conocido como el río de Escabia, es un pequeño río costero de la provincia de La Coruña (Galicia, España), que desemboca en la orilla septentrional de la ría de Arosa.

## Recorrido
Nace a 500 m de altura al pie del monte de La Muralla en la aldea de Aldarís, en el sureste del ayuntamiento de Lousame. Atraviesa ese municipio, para entrar en el de Boiro, donde tiene su desembocadura en Ponte Beluso, en el fondo norte de la ría de Arosa.

## Régimen hídrico
Es un río de régimen pluvial oceánico.